# Josep Maria Astell Gilabert
Josep Maria Astell Gilabert fou un periodista i dirigent esportiu català.
Va ser el tercer president de la Federació Catalana d'Atletisme després que el també periodista Josep Elías i Juncosa no acceptés el càrrec malgrat ser elegit per l'assemblea, va ocupar el càrrec durant set mesos, del 16 d'abril al 26 de novembre de 1918 quan va dimitir. Tanmateix, posteriorment va presidir el Comitè Tècnic d'aquesta federació. Era membre de la junta directiva del Sindicat de Periodistes Esportius i va treballar com a redactor als diaris Stadium, Mercantil i El Mundo Deportivo, escrivint habitualment sobre vela i rem, esports que també practicava juntament amb les curses a peu; durant els anys vint i trenta va participar en diverses regates de vela. Va ser director de la revista Mar i Terra, membre de la secció de vela del Reial Club Marítim de Barcelona i vicesecretari de la Unió Nàutica de Barcelona.